# Torres (Spiel)
Das Brettspiel Torres ist ein Autorenspiel für zwei bis vier Personen von Wolfgang Kramer und Michael Kiesling. Es erschien 1999 bei FX, einem Label von Ravensburger, sowie bei Rio Grande Games und wurde 2000 als Spiel des Jahres ausgezeichnet.
2005 erschien eine Neuauflage von Rio Grande Games, die in Deutschland von Abacusspiele vertrieben wird.

## Spielausstattung
- 1 Spielplan (mit Punkte-Zählleiste)
- 92 Bausteine für die Burgen
- 24 Ritter
- 4 Wertungssteine für die Punkteleiste
- 1 König
- 40 Aktionskarten
- 8 Meisterkarten
- 4 Übersichtskarten (Codex)
- 3 Wertungskarten mit den Grundaufstellungen für 2/3/4 Spieler (Phasen)

## Spielablauf
Ziel des Spieles ist es, als Ritter des Königs von Kastilien möglichst große und mächtige Burgen aufzubauen.
Aus Burgbausteinen, die auf dem Spielplan zu ständig wachsenden Burgen aufgestapelt werden, versuchen die Spieler jeweils, ihre farbigen Ritter so zu verteilen, dass sie auf möglichst großen Burgen am höchsten postiert sind. Dabei ist zu beachten, dass keiner eine Burg besitzt und jeder an jeder Burg anbauen kann, solange die Anbauregeln beachtet werden. Diese lauten: Es dürfen keine Burgen durch die Bausteine verbunden werden. Eine Burg darf nur so hoch sein, wie ihre Grundfläche groß ist.
Das Spiel besteht aus drei Phasen, jede Phase aus drei bis vier Runden.

Am Ende jeder Phase wird eine Wertung durchgeführt, bei der es Punkte für Burgen gibt, an denen man beteiligt ist.
Für jeden eigenen Ritter in einer Burg erhält man Grundfläche der Burg mal Höhe des Feldes auf dem der Ritter steht Punkte.
Mit fünf Aktionspunkten zu Beginn einer Spielrunde können die Spieler ihre Burgen vergrößern, Ritter ins Spiel einbringen, diese auf andere, noch unbesetzte Burgen laufen lassen oder Karten ziehen, auf denen Sonderaktionen gestattet werden.
So weit ist Torres ein reines Strategiespiel.

Der Glücksfaktor in der Grundversion sind die Aktionskarten. 
Eine Aktionskarte, die einen Punkt kostet, erlaubt einem Spieler besondere Züge, die die eigentlichen Regeln außer Kraft setzen, das Einsetzen zusätzlicher Bausteine oder weitere Aktionspunkte. Wer also die passende Karte vom verdeckten Stapel zieht, kann das Spiel entscheidend beeinflussen.
In der Meisterversion hat jeder Spieler einen identischen Satz Aktionskarten zur Verfügung, von denen pro Runde eine gezielt ausgewählt und eingesetzt werden kann. 